# Jan Rijpstra
Johannes Rijpstra (Gouda, 15 juli 1955) is een Nederlands politicus en bestuurder. Hij is lid van de VVD.

## Loopbaan
Rijpstra volgde tot 1975 het atheneum aan het tegenwoordige Meander College in Zwolle en bezocht de Academie voor Lichamelijke Opvoeding in Groningen. Hij zat van 1988 tot 1990 voor de VVD in de gemeenteraad van Groningen. In 1994 was hij lid van de raad van Meppel. Dat jaar stapte hij over naar de Tweede Kamer waar hij zich bezighield met asielbeleid, onderwijs, cultuur, wetenschappen, volksgezondheid, welzijn en sport. Ook aangelegenheden met betrekking tot de Nederlandse Antillen en Aruba behoorden tot zijn portefeuille.
Per 15 april 2005 werd Rijpstra burgemeester van Tynaarlo. Een jaar eerder trad hij aan als voorzitter van de Koninklijke Nederlandse Baseball en Softball Bond (KNBSB), als opvolger van Henk van Hoof. Op 26 april 2005 raakte hij in opspraak doordat hij in een interview meldde nog korte tijd, om precies te zijn tot zijn vijftigste verjaardag, Kamerlidmaatschap en burgemeesterschap te willen combineren om zodoende een riante wachtgeld-regeling veilig te stellen. Een deel van de gemeenteraad vond dat hij dit eerder had moeten melden. Per 1 augustus 2005 was hij geen Kamerlid meer.
In februari 2007 werd Rijpstra voorzitter van basketbalclub MPC Capitals. Als een van zijn doelstellingen noemde hij het streven van MPC Capitals een Europese topclub te maken. De club raakte in financiële problemen en behaalde geen aansprekende resultaten. Op 15 mei 2008 beëindigde hij zijn burgemeesterschap van Tynaarlo omdat hij zich in Zwitserland vestigde. In december 2009 volgde hij Gert van Driel op als voorzitter van de Koninklijke Vereniging voor Lichamelijke Opvoeding (KVLO).
Van 16 december 2014 tot en met 31 december 2018 was Rijpstra burgemeester van Noordwijk. In verband met de gemeentelijke herindeling per 1 januari 2019 kwam er een eind aan het burgemeestersambt van deze gemeente. Van 27 maart 2019 tot 19 november 2024 was hij burgemeester van Smallingerland.

## Familie
- Johannes Rijpstra (1889-1944), burgemeester (Zelhem) (grootvader)
- Hedzer Rijpstra (1919-2011), burgemeester (Smilde, Terneuzen, Almelo) en commissaris van de koningin in Friesland (oom)

- International Standard Name Identifier: 0000 0003 9539 3777
- Library of Congress Control Number: no2015028693
- Nederlandse Thesaurus van Auteursnamen: 07101845X
- Parlement.com: vg09llllsltz
- Virtual International Authority File: 290069849
- WorldCat: E39PBJwxH6Pmkhxbhw4CkwWRrq